# Holbrook (Massachusetts)
Holbrook és una població dels Estats Units a l'estat de Massachusetts. Segons el cens del 2007 tenia 10.663 habitants.

## Demografia
Segons el cens del 2000, Holbrook tenia 10.785 habitants, 4.076 habitatges, i 2.853 famílies. La densitat de població era de 566,5 habitants/km².
Dels 4.076 habitatges en un 29,2% hi vivien nens de menys de 18 anys, en un 54,2% hi vivien parelles casades, en un 11,9% dones solteres, i en un 30% no eren unitats familiars. En el 25,1% dels habitatges hi vivien persones soles l'11,2% de les quals corresponia a persones de 65 anys o més que vivien soles. El nombre mitjà de persones vivint en cada habitatge era de 2,63 i el nombre mitjà de persones que vivien en cada família era de 3,19.
Per edats la població es repartia de la següent manera: un 23% tenia menys de 18 anys, un 7,1% entre 18 i 24, un 31% entre 25 i 44, un 22,8% de 45 a 60 i un 16,1% 65 anys o més.
L'edat mediana era de 38 anys. Per cada 100 dones de 18 o més anys hi havia 91 homes.
La renda mediana per habitatge era de 54.419 $ i la renda mediana per família de 62.532$. Els homes tenien una renda mediana de 43.134 $ mentre que les dones 35.305$. La renda per capita de la població era de 23.379$. Entorn del 4,3% de les famílies i el 6,4% de la població estaven per davall del llindar de pobresa.